# FC Stevenage
Der FC Stevenage (offiziell Stevenage Football Club) ist ein englischer Fußballverein aus Stevenage, der in der drittklassigen EFL League One spielt.

## Geschichte
Der Verein wurde 1976 unter dem Namen „Stevenage Borough Football Club“ gegründet und begann den Spielbetrieb in niederklassigen englischen Amateurligen. 1980 bezog der Verein sein neues Heimstadion, die Broadhall Way, die etwa 7100 Plätze fasst, und spielte dann in der United Counties League. Vier Jahre später wurde der Verein in die zweite Division der Isthmian League aufgenommen und ein Jahr später stieg man in die erste Division auf. Doch nur zwei Jahre später musste man wieder in die zweite Division absteigen. Der Verein erholte sich von diesem Rückschlag und stieg 1992 in die Premier Division der Isthmian League auf. 1994 war Stevenage Borough zum ersten Mal in der Football Conference vertreten, in der man zwei Jahre später sogar die Meisterschaft gewann. Doch dem Verein wurde der Aufstieg in die Football League Third Division verweigert, da das Stadion nicht den Anforderungen der Profiliga entsprach. In den späteren Jahren machte der Verein im FA Cup auf sich aufmerksam und verlor 1997/98 in der vierten Runde erst im Wiederholungsspiel gegen den Erstligisten Newcastle United. 2002 stand man zum ersten Mal im Endspiel der FA Trophy, doch das Spiel gegen Yeovil Town wurde 0:2 verloren.
2004/05 erreichte Stevenage Borough dann die Playoffs in der Football Conference und scheiterte erst im Finalspiel mit 0:1 gegen Carlisle United und verpasste den Aufstieg. Auch 2006/07 wurde der Aufstieg verpasst, doch der Verein gewann zum ersten Mal die FA Trophy mit einem Sieg im Finalspiel gegen die Kidderminster Harriers. In der Saison 2008/09 scheiterte der Verein erneut in den Playoffs und musste im Halbfinale Cambridge United den Vortritt lassen. Ein Jahr später war Stevenage lange Zeit Tabellenführer und schaffte als Meister schon mehrere Spieltage vor Saisonende den direkten Aufstieg in die Football League Two. Die Titelverteidigung der FA Trophy wurde hingegen verpasst, nur knapp verlor man das Finale gegen den AFC Barrow. Nach dem Aufstieg in die Football League Two wurde der Verein auf den heutigen Namen „Stevenage FC“ umbenannt. 2023 stieg der Verein in die drittklassige EFL League One auf.

## Erfolge
- Meister der Football Conference: 1996, 2010
- FA Trophy: 2007, 2009
- Meister der Isthmian League: 1994

## Ligazugehörigkeit
- 1980–1984: United Counties League
- 1984–1994: Isthmian League
- 1994–2010: Football Conference
- 2010–2011: Football League Two
- 2011–2014: Football League One
- 2014–2023: EFL League Two
- seit 2023: EFL League One